# ناهدة الدجاني
ناهدة فضلي الدجاني هي كاتبة فلسطينية، وُلدت في مدينة القدس في منتصف القرن العشرين. عُرفت بأسلوبها المميز في الكتابة القصصية والاجتماعية، واهتمت بقضايا المجتمع الفلسطيني والمرأة بشكل خاص.

## النشأة والتعليم
نشأت ناهدة الدجاني في مدينة القدس في أسرة مهتمة بالعلم والثقافة. درست في مدارس القدس ثم التحقت بالجامعة الأميركية في بيروت، حيث درست الأدب العربي وتخرجت منها في ستينيات القرن العشرين.

## مؤلفاتها
من أشهر أعمالها كتابها مشكلتنا أنتم، وهو مجموعة قصصية اجتماعية تناقش قضايا المجتمع الفلسطيني في سياق أدبي. تناولت في هذا الكتاب مواضيع مثل الهوية والمرأة والتعليم بأسلوب يجمع بين التحقيقات الصحفية والقصصية.

## النشاط الثقافي والاجتماعي
عرفت ناهدة الدجاني بنشاطها في القضايا الاجتماعية والثقافية، وشاركت في فعاليات متعددة تدعو إلى تمكين المرأة الفلسطينية وتعزيز حضورها الأدبي والثقافي.

## وفاتها وإرثها
توفيت ناهدة الدجاني في تسعينيات القرن العشرين، لكنها تركت أثرًا أدبيًا مهمًا في المشهد الفلسطيني. لا تزال أعمالها تُدرّس وتُقرأ في الجامعات ومراكز الأبحاث.